# Щербина, Пётр Иванович
Пётр Ива́нович Щерби́на (1809—1853) — унтер-офицер, герой Крымской войны.

## Биография
Пётр Щербина родился в 1809 году в Бахмутском уезде Екатеринославской губернии и происходил из поселян села Покровского.
В 1831 году Щербина поступил на службу рекрутом и в следующем году зачислен был рядовым в Кавказский сапёрный батальон.
В промежуток времени затем, с 1839 по 1846 год, он последовательно произведён был в унтер-офицеры 4-го, 3-го и 2-го класса.
Большую часть службы Щербина провёл в экспедициях: в 1834 году участвовал во взятии Гимр и Гоцатля; в 1835 году — в устройстве сухопутного сообщения в Абхазии, в 1837 году — в действиях на Черноморском побережье, в 1840 году — в экспедиции Галафеева и Граббе, причём дважды был ранен ружейными пулями в левую руку, и в том же году Всемилостивейше пожалован, за отличие при взятии Валерикской позиции знаком отличия Военного ордена.
В 1844—1851 годах Пётр Щербина неоднократно участвовал в походах против горцев.
Когда, наконец, в 1853 году вспыхнула Крымская война, он вместе с прочими выступил в поход, но на этот раз ему суждено было участвовать только в первой победе.
19 ноября в битве под Башкадыкларом Щербина был тяжело ранен тремя пулями и окружён неприятельской конницей. Не имея возможности добраться до своих, он тем не менее боролся с врагом до последней минуты. Он видел, как неприятель устремился на сапёров и крикнув своим: «Братцы, саперы, помните Щербину, умирайте по-моему!» пал под ударами турецких солдат.